# Микротиве
Микротиве ( Μικροθήβαι, Μικροθήβες) — село в Греции, в исторической области ахейская Фтиотида, в юго-восточной Фессалии, близ северного побережья залива Пагаситикос Эгейского моря. Расположено на высоте 81 метров над уровнем моря, в 6 километрах к юго-западу от города Неа-Анхиалос, в 6 километрах к северо-западу от аэропорта Неа-Анхиалос, в 20 километрах к юго-западу от Волоса, в 51 километре к юго-востоку от Ларисы и в 166 километрах к северо-западу от Афин. Относится к общине Волос в периферийной общине Магнисия в периферии Фессалия. Население 370 жителей по переписи 2011 года.
Село огибает с запада Автострада 1 Пирей — Афины — Салоники — Эвзони. По южной окраине села проходит национальная дорога 30 Волос — Кардица.
В области Микротиве производится марочное белое сухое вино аппелласьона (зарегистрирован в 1971 году) «Анхиалос» (Αγχίαλος), приготавливаемое из смеси сортов Саватьяно и Родитис, которое относится к верхней ступени «пирамиды» греческой системы контроля качества Προστατευόμενη ονομασία προέλευσης (Π.Ο.Π.) — винам Ονομασία Προέλευσης Ανωτέρας Ποιότητας (Ο.Π.Α.Π.), соответствующим винам фр. Vin de qualité produit dans une région déterminée (VQPRD) — марочное вино, произведённое в определённом регионе во французской схеме контроля подлинности происхождения (AOC).

## История
Село создано в 1883 году как Акици (Άκιτσι), в 1916 году (ΦΕΚ 93Β) переименовано в Микротиве. Название означает «Малые Фивы» от  — малый и Θήβαι (Θήβες) — Фивы. Руины древнего города Фивы Фтиотидские находятся в 1,5 километрах к северу от села на холме «Кастро» («Κάστρο»).
Поселение на холме Кастро существовало в средний неолит. Поселение было заброшено в начале бронзового века (2000 до н. э.) и снова заселено в начале архаического периода (IV век до н. э.). Затем на акрополе было создано святилище, посвященное Афине Полиаде. В IV веке до н. э. был построен новый храм, который существовал до римского периода. Название города архаического периода ещё не известно, но название Фивы упоминается впервые в IV веке до н. э.
По Страбону город находился под плодородной Крокийской равниной (Крокусовом полем, Κρόκιον πεδίον, ныне — равнина Алмироса), по которой протекала река Амфрис, рядом с городами Итон, Алос (Гал) и Птелей. Стратегическое положение на пути из Фессалийской равнины к морю и экономическое развитие позволило Фивам занять первое место среди городов ахейской Фтиотиды и начать чеканить собственную монету в 302 году до н. э. Фивы представляли собой важнейший и богатейший торговый город Фессалии с хорошей гаванью. Богатство Фив происходило от культивирования плодородной равнины Алмироса, но основной доход приносила гавань — древний Пирас. Царь Филипп V Македонский в 217 году до н. э. после долгой осады завоевал город, жителей его обратил в рабство и вместо них поселил в нём македонских колонистов, переименовав его в Филиппополь. Морскую торговлю Филипп перенёс в Деметриаду, которая с тех пор пережила расцвет, в то время как Фивы пришли в упадок. Страбон в I веке до н. э. пишет о городе Фивы Фтиотидские, а о его гавань Пирас упоминает как исчезнувшую. В V веке на месте, где был расположен древний порт Пирас, быстро растет новый христианский город Фивы Фтиотидские (ныне — Неа-Анхиалос).
По описанию Страбона положение города определил путешественник Уильям Мартин Лик в 1835 году. Положение города было подтверждено раскопками, которые проводил Апостолос Арванитопулос в 1907—1908 гг. С 1991 года Василики Адрими-Сисмани (Βασιλική Αδρύμη-Σισμάνη) начала обширные раскопки в связи со строительством аэропорта Неа-Анхиалос. Найдено основание небольшого храма, посвященного Асклепию, три кладбища.
Самым важным памятником, который был обнаружен, стал древний театр, который исследовался в 1992—1993 гг. Существование театра было известно с 1835 года, когда Уильям Лик посетил эту область и увидел руины, а в 1906 году Фридрих Штелин, основываясь на информации Уильяма Лика, обнаружил руины театра и отметил их место. Театр был построен в конце IV века до н. э., перестроен в римский период и действовал до конца III века.

## Сообщество
Сообщество Акици создано в 1912 году (ΦΕΚ 262Α), в 1916 году (ΦΕΚ 93Β) переименовано в Микротиве. В сообщество входит село Кастраки (Καστράκι). Население 370 жителей по переписи 2011 года. Площадь 19,981 квадратных километров.
| Населённый пункт | Население (2011), человек |
| ---------------- | ------------------------- |
| Кастраки         | 0                         |
| Микротиве        | 370                       |

## Население
| Год  | Население, человек |
| ---- | ------------------ |
| 1991 | 597                |
| 2001 | 464                |
| 2011 | ↘ 370              |